# Fabiano Ribeiro de Freitas
Fabiano Ribeiro de Freitas, känd som endast Fabiano, född 29 februari 1988, är en brasiliansk fotbollsmålvakt som spelar för Omonia på Cypern.